# Callulops wondiwoiensis
Espèce
Callulops wondiwoiensis est une espèce d'amphibiens de la famille des Microhylidae.

## Répartition
Cette espèce est endémique de la province indonésienne de Papouasie en Nouvelle-Guinée occidentale. Elle se rencontre entre 500 et 750 m d'altitude dans les monts Wondiwoi, dans la péninsule Wandammen.

## Description
Les 5 spécimens mâles observés lors de la description originale mesurent entre 49,5 mm et 57,2 mm et les 4 spécimens femelles observés lors de la description originale mesurent entre 56,0 mm et 61,5 mm.

## Étymologie
Son nom d'espèce, composé de wondiwoi et du suffixe latin -ensis, « qui vit dans, qui habite », lui a été donné en référence au lieu de sa découverte, les monts Wondiwoi.

## Publication originale
- Günther, Stelbrink & von Rintelen, 2012 : Three new species of Callulops (Anura: Microhylidae) from western New Guinea. Vertebrate Zoology, Dresden, vol. 62, p. 407–423.